# سیدبری
سیدبری (به انگلیسی: Sidbury) یک روستا در بریتانیا است که در سیدموث واقع شده‌است. سیدبری ۸۰۰ نفر جمعیت دارد.